# Thralled
Thralled es un videojuego de puzle de plataformas que trata de una esclava del siglo 18 que escapa con su bebé de la trata de esclavos portuguesa. El juego comenzó como un proyecto senior en la USC Interactive Media & Games Division y luego se convirtió en un exclusivo de Ouya tras ser descubierto por Kellee Santiago.

## Jugabilidad
Thralled es un juego de desplazamiento lateral de plataformas y puzles, donde el personaje jugable es una madre esclava que busca escapar de la trata de esclavos portuguesa junto a su bebé. La esclava Isaura escapa de una plantación de caña de azúcar en Brasil del siglo 18 para encontrar a su hijo perdido. Ella viaja por las junglas Congo y el «nuevo mundo colonial», y se enfrentará a la agonía de perder a su hijo y su propio pasado. Mientras busca su libertad temiendo ser capturada y regresada, completará puzles que incluyen carros en movimiento y cortar puentes de cuerda abandonando temporalmente al bebé. Cuando el bebé es abandonado para mover objetos y cruzar abismos, una versión oscura del personaje principal aparecerá y se llevará al bebé. Los entornos incluyen la plantación, un barco de esclavos y un castillo que resguarda esclavos para la trata. El juego no posee diálogos, por lo que Isaura se expresa por medio del movimiento. El juego se juega con un solo botón de acción que sirve para confortar al bebé o interactuar con el entorno.

## Desarrollo
Thralled debutó a mediados del 2013. Empezó como un proyecto estudiantil del director creativo Miguel Oliveira y sus compañeros de la University of Southern California Interactive Media & Games Division, siendo la tesis de Oliveira. Continuó el proyecto junto a la animadora Tiffanie Mang tras la graduación y planearon un lanzamiento para iOS. Cuando la jefa de las relaciones de desarrolladores de Ouya, Kellee Santiago, vio el juego, se acercó a los desarrolladores para ofrecerles un acuerdo: financiamiento a cambio de exclusividad. Ellos acordaron, y el acuerdo financió a la nueva compañía de desarrollo. El juego fue mostrado en el stand de Ouya de la Game Developers Conference de marzo de 2014 y en la sección IndieCade en la E3 2014. Las primeras respuestas dijeron que el juego era demasiado difícil, lo que perjudicaba al nivel de «tensión» al volver a intentar.
El elemento de la madre y el hijo fue elegido para «generalizar» los terrores de la esclavitud — que este último sería más fácil de entender por medio del primero. El concepto también fue pensado para no enfocarse en la violencia de la época, la cual Oliveira dijo que no podía representar ni precisa ni cómodamente. Thralled se hizo parcialmente para humanizar a los millones dentro de la esclavitud moderna a nivel mundial. Oliveira ha dicho que él sintió que el medio de los videojuegos era joven y debía ser empujado a nuevos horizontes, además de que el medio interactivo tiene infinitas posibilidades para la expresión personal de la «intimidad», para abordar temas difíciles y empatizar con las víctimas. Sintió que la mayoría de los juegos se enfocan en sentimientos animales «primitivos» —«agresividad y competitividad»— y se mostró interesado en los juegos empáticos y humanitarios que se enfoquen en «amor y cariño». La idea de una figura sombría que persigue al bebé abandonado desciende de una idea congolesa del mundo de los muertos como uno paralelo opuesto al real, el cual es visible por medio de los reflejos en los cuerpos de agua y en los espejos. Los desarrolladores también integraron sus investigaciones del periodo congolés y la cultura brasilera en el juego.
Tuvo un lanzamiento esperado para el 2016. Los desarrolladores no tuvieron planes para lanzar el juego en otras plataformas previamente, y no habían dicho si el juego sería un exclusivo temporal, aunque Polygon reportara que ese era el caso. Esto cambió en 2015 cuando se confirmaron versiones para PC, Linux y Mac.

## Recepción
La recepción de prelanzamiento elogió el arte del juego y el concepto. Colin Campbell de Polygon llamó al juego «emocionalmente desafiante» al citar los llantos del bebé y los miedos evidentes de Isaura. Señaló que su jugabilidad y exclusividad de Ouya eran sus puntos débiles. La «experiencia escalofriante» hizo llorar a Evan Narcisse de Kotaku. Dijo que el juego lo hizo considerar hasta dónde llegaría por el bien de su propia hija. La directora de la organización antiesclavista Walk Free, Debra Rosen, aclamó al juego por su rol en sensibilizar sobre la esclavitud moderna.